# Segunda Categoría del Guayas 1984
El campeonato provincial de Segunda Categoría de Guayas 1984 fue la 18ª edición del torneo de la Segunda categoría de la provincia de Guayas. El torneo fue organizado por Asociación de Fútbol del Guayas (AFG) para este torneo la disputaron un total de 17 equipos y de los cuales el campeón y subcampeón jugarán el Campeonato Ecuatoriano de Fútbol Segunda Categoría 1984. Para este torneo sería el regreso de Everest que volvía a jugar en el torneo provincial desde 1976, aparte este sería el primer torneo sin descenso ya que la propia Asociación de Fútbol del Guayas, decidiera que ya no se jugará la Liga Amateur del Guayas(Copa Guayas), en su defecto a partir de esta edición los equipos que jugarían el torneo tendrán que inscribirse para poder jugar.
El Everest se coronó como campeón por 5° ocasión del torneo de Segunda Categoría de Guayas, mientras que el Filancard obtendría por 1ª vez el subcampeonato.

## Formato del torneo
Primera Etapa
En la primera etapa los 17 equipos estarán distribuidos en 2 grupos el primero con 8 equipos y el otro con los 9 restantes en juegos de ida y vuelta al finalizar dicha fase los 3 equipos mejor ubicados se clasificaran a la liguilla final
3 grupos de 4 equipos y uno de 5 equipos ambos jugarán en partidos de ida y vuelta, de los cuales los dos mejores equipos ubicados jugarán el octogonal para definir al campeón y subcampeón mientras los equipos que no lograron clasificar jugarán un torneo de consolación, en el caso del descenso bajará el equipo que se halla ubicado en el último lugar con menor puntaje de los 4 grupos.
Liguilla Final
En este liguilla participarán los 6 equipos que lograron clasificarse en los 3 primeros puestos de sus respectivos grupos, se jugarán un total de 5 fechas en encuentros solamente de ida al finalizar el torneo los dos equipos mejor ubicados en la tabla posicional serán reconocidos como campeón y subcampeón y serán los representantes del Guayas en el Campeonato Ecuatoriano de Fútbol Segunda Categoría 1984.

## Sedes
| Guayaquil         | Guayaquil              |
| ----------------- | ---------------------- |
| Estadio Modelo    | Estadio George Capwell |
| Capacidad: 42 000 | Capacidad: 26 000      |
|                   |                        |

## Equipos participantes
Estos fueron los 17 equipos que participaron en el torneo provincial de 2.ª categoría del Guayas de 1984.
| Equipos participantes | Equipos participantes | Equipos participantes | Equipos participantes |
| --------------------- | --------------------- | --------------------- | --------------------- |
| Aduana                | Estudiantes G         | L.D. Estudiantil      | Panamá                |
| Audax Argentino       | Ferroviarios          | Luq San               | U.D. Valdez           |
| Boca JR               | Filancard             | Milagro S.C.          |                       |
| Chacarita             | Huancavilca           | Norteamérica          |                       |
| Everest               | LDU(G)                | Patria                |                       |

## Equipos por Cantón
| Cantón    | N.º | Equipos |
| --------- | --- | --- |
| Guayaquil | 13  | - Patria - Filancard - Panamá - Boca JR - Audax Argentino - LDU(G) - Aduana - Estudiantes G - Luq San - Everest - Huancavilca - Norte América - L.D. Estudiantil |
| Durán     | 2   | - Chacarita Junior - Ferroviarios |
| Milagro   | 2   | - U.D. Valdez - Milagro S.C. |

## Grupo A

#### Clasificación
|                      |    | Equipo           | PJ | PG | PE | PP | GF | GC | DG  | PTS |
| -------------------- | -- | ---------------- | -- | -- | -- | -- | -- | -- | --- | --- |
|                      | 1. | L.D. Estudiantil | 14 | 10 | 4  | 0  | 37 | 5  | +32 | 24  |
|                      | 2. | Everest          | 14 | 10 | 3  | 1  | 42 | 15 | +27 | 23  |
|                      | 3. | Luq San          | 14 | 7  | 4  | 3  | 21 | 12 | +9  | 18  |
|                      | 4. | Ferroviarios     | 14 | 5  | 4  | 5  | 17 | 25 | -8  | 14  |
|                      | 5. | Panamá           | 14 | 4  | 4  | 6  | 12 | 12 | 0   | 12  |
|                      | 6. | Chacarita        | 14 | 4  | 4  | 6  | 12 | 21 | -9  | 12  |
|                      | 7. | Audax Argentino  | 14 | 3  | 0  | 11 | 10 | 38 | -28 | 6   |
| Bandera de Guayaquil | 8. | Huancavilca      | 14 | 1  | 1  | 12 | 5  | 31 | -26 | 3   |

 Pts=Puntos; PJ=Partidos jugados; G=Partidos ganados; E=Partidos empatados; P=Partidos perdidos; GF=Goles a favor; GC=Goles en contra; Dif=Diferencia de gol
|  | Clasificados a la Liguilla Final |

### Partidos y resultados
| Fecha 1         | Fecha 1   | Fecha 1          |
| Equipo Local    | Resultado | Equipo Visitante |
| --------------- | --------- | ---------------- |
| Audax Argentino | 0-3       | LDE              |
| Everest         | 6-0       | Ferroviarios     |
| Luq San         | 3-0       | Huancavilca      |
| Chacarita JR    | 0-0       | Panamá           |

| Fecha 2      | Fecha 2   | Fecha 2          |
| Equipo Local | Resultado | Equipo Visitante |
| ------------ | --------- | ---------------- |
| Chacarita JR | 2-0       | Audax Argentino  |
| Luq San      | 2-1       | Panamá           |
| Everest      | 6-1       | Huancavilca      |
| LDE          | 3-0       | Ferroviarios     |

| Fecha 3         | Fecha 3   | Fecha 3          |
| Equipo Local    | Resultado | Equipo Visitante |
| --------------- | --------- | ---------------- |
| Audax Argentino | 4-2       | Ferroviarios     |
| Everest         | 1-0       | Panamá           |
| Luq San         | 2-1       | Chacarita JR     |
| Huancavilca     | 0-3       | LDE              |

| Fecha 4      | Fecha 4   | Fecha 4          |
| Equipo Local | Resultado | Equipo Visitante |
| ------------ | --------- | ---------------- |
| Luq San      | 1-0       | Audax Argentino  |
| Panamá       | 0-0       | LDE              |
| Chacarita JR | 2-3       | Everest          |
| Huancavilca  | 0-1       | Ferroviarios     |

| Fecha 5         | Fecha 5   | Fecha 5          |
| Equipo Local    | Resultado | Equipo Visitante |
| --------------- | --------- | ---------------- |
| Chacarita JR    | 0-5       | LDE              |
| Ferroviarios    | 1-1       | Panamá           |
| Audax Argentino | 1-0       | Huancavilca      |
| Everest         | 2-1       | Luq San          |

| Fecha 6      | Fecha 6   | Fecha 6          |
| Equipo Local | Resultado | Equipo Visitante |
| ------------ | --------- | ---------------- |
| Everest      | 2-0       | Audax Argentino  |
| Luq San      | 1-1       | LDE              |
| Panamá       | 1-0       | Huancavilca      |
| Chacarita JR | 1-1       | Ferroviarios     |

| Fecha 7         | Fecha 7   | Fecha 7          |
| Equipo Local    | Resultado | Equipo Visitante |
| --------------- | --------- | ---------------- |
| LDE             | 1-1       | Everest          |
| Ferroviarios    | 0-0       | Luq San          |
| Audax Argentino | 0-2       | Panamá           |
| Huancavilca     | 0-2       | Chacarita JR     |

| Fecha 8      | Fecha 8   | Fecha 8          |
| Equipo Local | Resultado | Equipo Visitante |
| ------------ | --------- | ---------------- |
| LDE          | 6-1       | Audax Argentino  |
| Ferroviarios | 2-2       | Everest          |
| Huancavilca  | 0-3       | Luq San          |
| Panamá       | 0-1       | Chacarita JR     |

| Fecha 9      | Fecha 9   | Fecha 9          |
| Equipo Local | Resultado | Equipo Visitante |
| ------------ | --------- | ---------------- |
| Luq San      | 2-1       | Panamá           |
| Everest      | 3-0       | Huancavilca      |
| Chacarita JR | 1-0       | Audax Argentino  |
| Ferroviarios | 0-3       | LDE              |

| Fecha 10     | Fecha 10  | Fecha 10         |
| Equipo Local | Resultado | Equipo Visitante |
| ------------ | --------- | ---------------- |
| LDE          | 3-0       | Huancavilca      |
| Panamá       | 1-2       | Everest          |
| Chacarita JR | 1-1       | Luq San          |
| Ferroviarios | 3-1       | Audax Argentino  |

| Fecha 11        | Fecha 11  | Fecha 11         |
| Equipo Local    | Resultado | Equipo Visitante |
| --------------- | --------- | ---------------- |
| Audax Argentino | 0-2       | Luq San          |
| LDE             | 1-1       | Panamá           |
| Everest         | 2-1       | Chacarita JR     |
| Ferrovirios     | 2-1       | Huancavilca      |

| Fecha 12     | Fecha 12  | Fecha 12         |
| Equipo Local | Resultado | Equipo Visitante |
| ------------ | --------- | ---------------- |
| LDE          | 3-0       | Chacarita JR     |
| Panamá       | 2-0       | Ferroviarios     |
| Huancavilca  | 1-0       | Audax Argentino  |
| Luq San      | 1-1       | Everest          |

| Fecha 13        | Fecha 13  | Fecha 13         |
| Equipo Local    | Resultado | Equipo Visitante |
| --------------- | --------- | ---------------- |
| Audax Argentino | 2-13      | Everest          |
| LDE             | 2-1       | Luq San          |
| Huancavilca     | 1-2       | Panamá           |
| Ferroviarios    | 3-0       | Chacarita JR     |

| Fecha 14     | Fecha 14  | Fecha 14         |
| Equipo Local | Resultado | Equipo Visitante |
| ------------ | --------- | ---------------- |
| Panamá       | 0-1       | Audax Argentino  |
| Chacarita JR | 1-1       | Huancavilca      |
| Luq San      | 1-2       | Ferroviarios     |
| LDE          | 3-0       | Everest          |

## Grupo B

#### Clasificación
|  |    | Equipo        | PJ | PG | PE | PP | GF | GC | DG  | PTS |
|  | -- | ------------- | -- | -- | -- | -- | -- | -- | --- | --- |
|  | 1. | Filancard     | 16 | 11 | 5  | 0  | 47 | 7  | +40 | 27  |
|  | 2. | Milagro S.C.  | 16 | 10 | 4  | 2  | 39 | 16 | +23 | 24  |
|  | 3. | Estudiantes G | 16 | 9  | 2  | 5  | 32 | 20 | +12 | 20  |
|  | 4. | Patria        | 16 | 6  | 6  | 4  | 27 | 22 | +5  | 18  |
|  | 5. | LDU(G)        | 16 | 7  | 1  | 8  | 23 | 31 | -8  | 15  |
|  | 6. | Norteamérica  | 16 | 5  | 3  | 8  | 21 | 30 | -9  | 13  |
|  | 7. | Aduana        | 16 | 4  | 3  | 9  | 19 | 30 | -11 | 11  |
|  | 8. | U.D. Valdez   | 16 | 3  | 2  | 11 | 19 | 45 | -26 | 8   |
|  | 9. | Boca JR       | 16 | 3  | 2  | 11 | 15 | 44 | -29 | 8   |

 Pts=Puntos; PJ=Partidos jugados; G=Partidos ganados; E=Partidos empatados; P=Partidos perdidos; GF=Goles a favor; GC=Goles en contra; Dif=Diferencia de gol
|  | Clasificados a la Liguilla Final |

### Partidos y resultados
| Fecha 1      | Fecha 1   | Fecha 1          |
| Equipo Local | Resultado | Equipo Visitante |
| ------------ | --------- | ---------------- |
| Filancard    | 6-3       | LDU(G)           |
| Norteamérica | 2-2       | Patria           |
| UD.Valdez    | 1-2       | Estudiantes G    |
| Aduana       | 0-9       | Milagro SC       |

| Fecha 2       | Fecha 2   | Fecha 2          |
| Equipo Local  | Resultado | Equipo Visitante |
| ------------- | --------- | ---------------- |
| Patria        | 4-3       | Aduana           |
| LDU(G)        | 2-1       | Norteamérica     |
| Estudiantes G | 1-3       | Boca JR          |
| Milagro SC    | 4-0       | UD.Valdez        |

| Fecha 3      | Fecha 3   | Fecha 3          |
| Equipo Local | Resultado | Equipo Visitante |
| ------------ | --------- | ---------------- |
| Milagro SC   | 0-0       | Filancard        |
| UD.Valdez    | 2-0       | Patria           |
| Norteamérica | 1-6       | Estudiantes G    |
| Boca JR      | 2-1       | LDU(G)           |

| Fecha 4      | Fecha 4   | Fecha 4          |
| Equipo Local | Resultado | Equipo Visitante |
| ------------ | --------- | ---------------- |
| Filancard    | 1-0       | Aduana           |
| Norteamérica | 3-0       | Boca JR          |
| LDU(G)       | 1-2       | Estudiantes G    |
| Patria       | 0-2       | Milagro SC       |

| Fecha 5       | Fecha 5   | Fecha 5          |
| Equipo Local  | Resultado | Equipo Visitante |
| ------------- | --------- | ---------------- |
| Norteamérica  | 0-3       | Filancard        |
| Estudiantes G | 2-1       | Patria           |
| UD.Valdez     | 1-2       | LDU(G)           |
| Aduana        | 0-1       | Boca JR          |

| Fecha 6       | Fecha 6   | Fecha 6          |
| Equipo Local  | Resultado | Equipo Visitante |
| ------------- | --------- | ---------------- |
| Filancard     | 8-0       | Boca JR          |
| Estudiantes G | 1-3       | Milagro SC       |
| LDU(G)        | 2-1       | Patria           |
| UD.Valdez     | 2-1       | Aduana           |

| Fecha 7      | Fecha 7   | Fecha 7          |
| Equipo Local | Resultado | Equipo Visitante |
| ------------ | --------- | ---------------- |
| Filancard    | 1-0       | Estudiantes G    |
| Aduana       | 0-2       | LDU(G)           |
| Norteamérica | 2-4       | Milagro SC       |
| Boca JR      | 2-2       | UD.Valdez        |

| Fecha 8      | Fecha 8   | Fecha 8          |
| Equipo Local | Resultado | Equipo Visitante |
| ------------ | --------- | ---------------- |
| UD.Valdez    | 1-2       | Filancard        |
| Boca JR      | 1-2       | Patria           |
| Aduana       | 0-1       | Norteamérica     |
| Milagro SC   | 2-1       | LDU(G)           |

| Fecha 9       | Fecha 9   | Fecha 9          |
| Equipo Local  | Resultado | Equipo Visitante |
| ------------- | --------- | ---------------- |
| Filancard     | 0-0       | Patria           |
| Boca JR       | 1-4       | Milagro SC       |
| Estudiantes G | 2-0       | Aduana           |
| Norteamérica  | 1-0       | UD.Valdez        |

| Fecha 10      | Fecha 10  | Fecha 10         |
| Equipo Local  | Resultado | Equipo Visitante |
| ------------- | --------- | ---------------- |
| LDU(G)        | 0-0       | Filancard        |
| Patria        | 2-0       | Norteamérica     |
| Estudiantes G | 4-1       | UD.Valdez        |
| Milagro SC    | 1-1       | Aduana           |

| Fecha 11     | Fecha 11  | Fecha 11         |
| Equipo Local | Resultado | Equipo Visitante |
| ------------ | --------- | ---------------- |
| Norteamérica | 0-1       | LDU(G)           |
| Aduana       | 2-2       | Patria           |
| Boca JR      | 0-4       | Estudiantes G    |
| UD.Valdez    | 2-3       | Milagro SC       |

| Fecha 12      | Fecha 12  | Fecha 12         |
| Equipo Local  | Resultado | Equipo Visitante |
| ------------- | --------- | ---------------- |
| Filancard     | 3-0       | Milagro SC       |
| Patria        | 4-1       | UD.Valdez        |
| Estudiantes G | 0-0       | Norteamérica     |
| LDU(G)        | 1-0       | Boca Juniros     |

| Fecha 13      | Fecha 13  | Fecha 13         |
| Equipo Local  | Resultado | Equipo Visitante |
| ------------- | --------- | ---------------- |
| Aduana        | 0-0       | Flancard         |
| Milagro SC    | 2-2       | Patria           |
| Estudiantes G | 3-1       | LDU(G)           |
| Boca JR       | 1-5       | Norteamérica     |

| Fecha 14     | Fecha 14  | Fecha 14         |
| Equipo Local | Resultado | Equipo Visitante |
| ------------ | --------- | ---------------- |
| Filancard    | 5-1       | Norteamérica     |
| Patria       | 2-2       | Estudiantes G    |
| LDU(G)       | 3-2       | UD.Valdez        |
| Boca JR      | 1-4       | Aduana           |

| Fecha 15     | Fecha 15  | Fecha 15         |
| Equipo Local | Resultado | Equipo Visitante |
| ------------ | --------- | ---------------- |
| Boca JR      | 0-3       | Filancard        |
| Milagro SC   | 0-1       | Estudiantes G    |
| Patria       | 3-1       | LDU(G)           |
| Aduana       | 1-0       | UD.Valdez        |

| Fecha 16      | Fecha 16  | Fecha 16         |
| Equipo Local  | Resultado | Equipo Visitante |
| ------------- | --------- | ---------------- |
| Estudiantes G | 2-4       | Filancard        |
| LDU(G)        | 2-4       | Aduana           |
| Milagro SC    | 0-0       | Norteamérica     |
| UD.Valdez     | 2-2       | Boca JR          |

| Fecha 17     | Fecha 17  | Fecha 17         |
| Equipo Local | Resultado | Equipo Visitante |
| ------------ | --------- | ---------------- |
| Filancard    | 11-0      | UD.Valdez        |
| Patria       | 2-0       | Boca JR          |
| Norteamérica | 3-2       | Aduana           |
| LDU(G)       | 1-3       | Milagro SC       |

| Fecha 18     | Fecha 18  | Fecha 18         |
| Equipo Local | Resultado | Equipo Visitante |
| ------------ | --------- | ---------------- |
| Patria       | 0-0       | Filancard        |
| Milagro SC   | 2-1       | Boca JR          |
| Aduana       | 1-0       | Estudiantes G    |
| UD.Valdez    | 2-1       | Norteamérica     |

## Liguilla Final

### Partidos y resultados
| Fecha 1       | Fecha 1   | Fecha 1          |
| Equipo Local  | Resultado | Equipo Visitante |
| ------------- | --------- | ---------------- |
| Everest       | 5-0       | Milagro SC       |
| Estudiantes G | 2-1       | Luq San          |
| Filancard     | 1-5       | LDE              |

| Fecha 2       | Fecha 2   | Fecha 2          |
| Equipo Local  | Resultado | Equipo Visitante |
| ------------- | --------- | ---------------- |
| Milagro SC    | 1-3       | Luq San          |
| Everest       | 5-1       | LDE              |
| Estudiantes G | 0-1       | Filancard        |

| Fecha 3       | Fecha 3   | Fecha 3          |
| Equipo Local  | Resultado | Equipo Visitante |
| ------------- | --------- | ---------------- |
| Filancard     | 3-1       | Milagro SC       |
| Everest       | 1-0       | Luq San          |
| Estudiantes G | 2-2       | LDE              |

| Fecha 4      | Fecha 4   | Fecha 4          |
| Equipo Local | Resultado | Equipo Visitante |
| ------------ | --------- | ---------------- |
| Milagro SC   | 3-10      | Estudiantes G    |
| Everest      | 1-1       | Filancard        |
| Luq San      | 1-1       | LDE              |

| Fecha 5      | Fecha 5   | Fecha 5          |
| Equipo Local | Resultado | Equipo Visitante |
| ------------ | --------- | ---------------- |
| LDE          | 2-0       | Milagro SC       |
| Filancard    | 3-0       | Luq San          |
| Everest      | 2-1       | Estudiantes G    |

#### Clasificación
|  |    | Equipo           | PJ | PG | PE | PP | GF | GC | DG  | PTS |
|  | -- | ---------------- | -- | -- | -- | -- | -- | -- | --- | --- |
|  | 1. | Everest          | 5  | 4  | 1  | 0  | 12 | 3  | +9  | 9   |
|  | 2. | Filancard        | 5  | 3  | 1  | 1  | 9  | 7  | +2  | 7   |
|  | 3. | L.D. Estudiantil | 5  | 2  | 2  | 1  | 11 | 17 | +4  | 6   |
|  | 4. | Estudiantes G    | 5  | 2  | 1  | 2  | 15 | 9  | +6  | 5   |
|  | 5. | Luq San          | 5  | 1  | 1  | 3  | 5  | 8  | -3  | 3   |
|  | 6. | Milagro S.C.     | 5  | 0  | 0  | 5  | 5  | 23 | -18 | 0   |

 Pts=Puntos; PJ=Partidos jugados; G=Partidos ganados; E=Partidos empatados; P=Partidos perdidos; GF=Goles a favor; GC=Goles en contra; Dif=Diferencia de gol
|  | Campeón anual y clasificado al Campeonato Ecuatoriano de Fútbol Segunda Categoría 1984.     |
|  | Vicecampeón anual y clasificado al Campeonato Ecuatoriano de Fútbol Segunda Categoría 1984. |

### Campeón
| |
| Everest 5.to Título Se clasifica al Campeonato Ecuatoriano de Fútbol de Segunda Categoría 1984 También clasifica Filancard como Vicecampeón. |